# Roses mousseuses dans un vase
Roses mousseuses dans un vase est une peinture à l'huile du peintre impressionniste Édouard Manet réalisée en 1882. Elle mesure 55,9 × 34,6 cm et se trouve exposée au Clark Art Institute de Williamstown (États-Unis), sous le numéro d'inventaire 1955.556.

## Description
Cette huile sur toile représente un vase de verre contenant des roses mousseuses de couleur rose pâle, le tout sur un fond monochrome gris. Les fleurs ressemblent à la fameuse variété 'Mousseux Ancien', fort répandue à l'époque de Manet.
À la fin de sa vie, Manet peint nombre de petites natures mortes, la maladie l'empêchant de travailler sur de grands formats. Les fleurs et leur feuillage sont composés en touches rapides de couleurs contrastant avec la lumière du vase.

## Historique
Cette œuvre a été vendue par la galerie Knoedler de Paris à Sterling Clark en 1923 pour 125 000 francs et elle est présentée au Clark Art Institute depuis 1955.